# 圣叙尔皮斯 (马耶讷省)
圣叙尔皮斯（法語：Saint-Sulpice，法語發音：[sɛ̃ sylpis] ⓘ）是法国马耶讷省的一个旧市镇，位于该省南部，属于贡捷堡区。2019年，圣叙尔皮斯与市镇马耶讷河畔卢瓦涅合并为新市镇拉罗什讷维尔。

## 地理
圣叙尔皮斯（47°54'3"N, 0°42'55"W）面积8.17 平方千米，位于法国卢瓦尔河地区大区马耶讷省，该省份为法国西北部内陆省份，北起芒什省和奧恩省，西接伊勒-维莱讷省，南至曼恩-卢瓦尔省，东临萨尔特省。
与圣叙尔皮斯接壤的市镇（或旧市镇、城区）包括：弗罗芒蒂耶尔、乌赛、马耶讷河畔卢瓦涅、维利耶沙勒马涅。

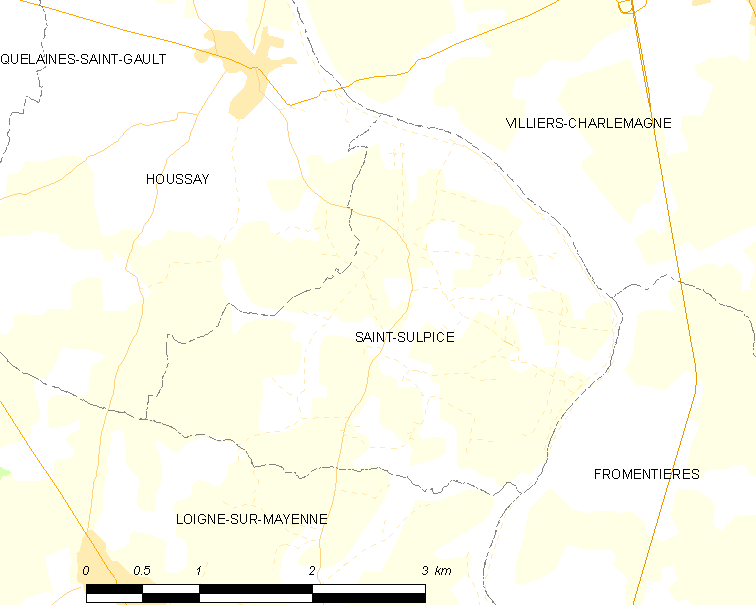
的OSM定位图

圣叙尔皮斯的时区为UTC+01:00、UTC+02:00（夏令时）。

## 行政
圣叙尔皮斯的邮政编码为53360，INSEE市镇编码为53254。

## 政治
圣叙尔皮斯所属的省级选区为马耶讷河畔贡捷堡第一县。

## 人口

1962-2008年间人口变化图示

圣叙尔皮斯于2018年1月1日时的人口数量为244人。